# Herb Serravalle

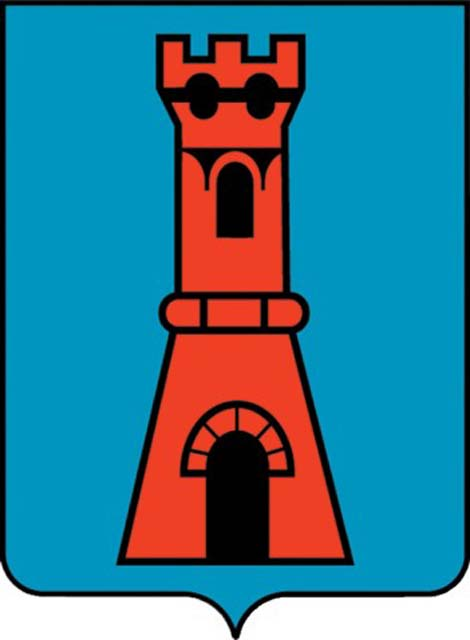
Herb Faetano

Herb grodu Serravalle – przedstawia na tarczy kroju francuskiego w polu błękitnym czerwoną blankowaną wieżę z otwartą czarną bramą i oknem.
Herb w obecnym kształcie przyjęty został 28 marca 1997 roku. W poprzedniej wersji znanej od 1894 roku, wieża stała na zielonej murawie. Herb nawiązuje do zamku rodu Malatestów-Olnano, przyłączonego w 1463 roku do San Marino.